# Getinge (Ortschaft)

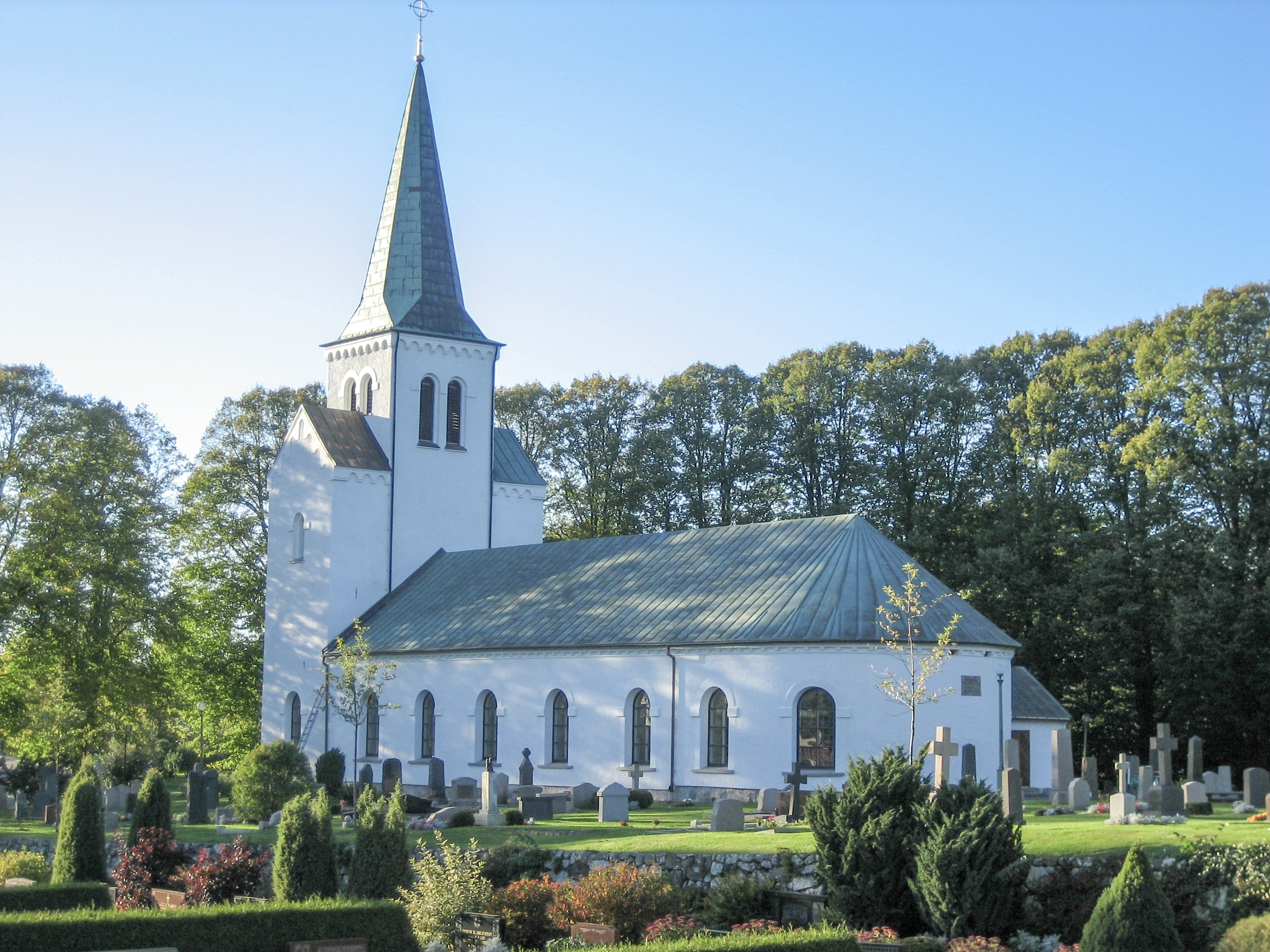
Kirche in Getinge

Getinge ist eine Ortschaft in der Gemeinde Halmstad, in der historischen Provinz Halland in Schweden, die 2015 1909 Einwohner hatte.

## Wirtschaft
Die Getinge AB hat ihre Zentrale in der Ortschaft.

## Geschichte
Im frühen Mittelalter fand das hallandische Thing in Getinge statt. Der älteste Teil der Kirche stammte aus dem Mittelalter (1100–1200).